# Хесира
Хесира (егип. Ḥsjj-Rˁ «благословлённый Ра») — древнеегипетский высокопоставленный чиновник в начале III династии. Его титул Wer-ibeh-senjw означает «Один из великих резчиков по слоновой кости» или «Один из великих стоматологов», что делает его древнейшим из известных дантистов. Его гробница примечательна рисунками и панелями из кедрового дерева.

## Личность
Благодаря нескольким печатным оттискам в гробнице Хесира известно, что этот высокопоставленный чиновник жил и работал во времена правления фараона Джосера, а также, вероятно, при Сехемхете.
Имя Хесира связано с богом солнца Ра, что в его время дозволялось лишь высшим должностным лицам. Однако им не разрешалось использовать иероглиф солнечного диска для написания имени Ра, поскольку это разрешалось только фараону.

### Титулы
Как высокопоставленный чиновник и жрец Хесира носил несколько высоких и религиозных титулов:
- Доверенное лицо фараона (Rekh-neswt).
- Великий из «десятки Верхнего Египта» (Wer-medi-shemaw).
- Великий из Пе (Wer-Peh).
- Один из великих стоматологов (Wer-ibeh-senjw).
- Старший из «кед-хетеп» (Semsw-qed-hetep).
- Глава писцов (Medjeh-seschjw).
- Брат Мина (Sen-Min).
- Маг Мехит (Hem-heka-Mehit).

## Карьера

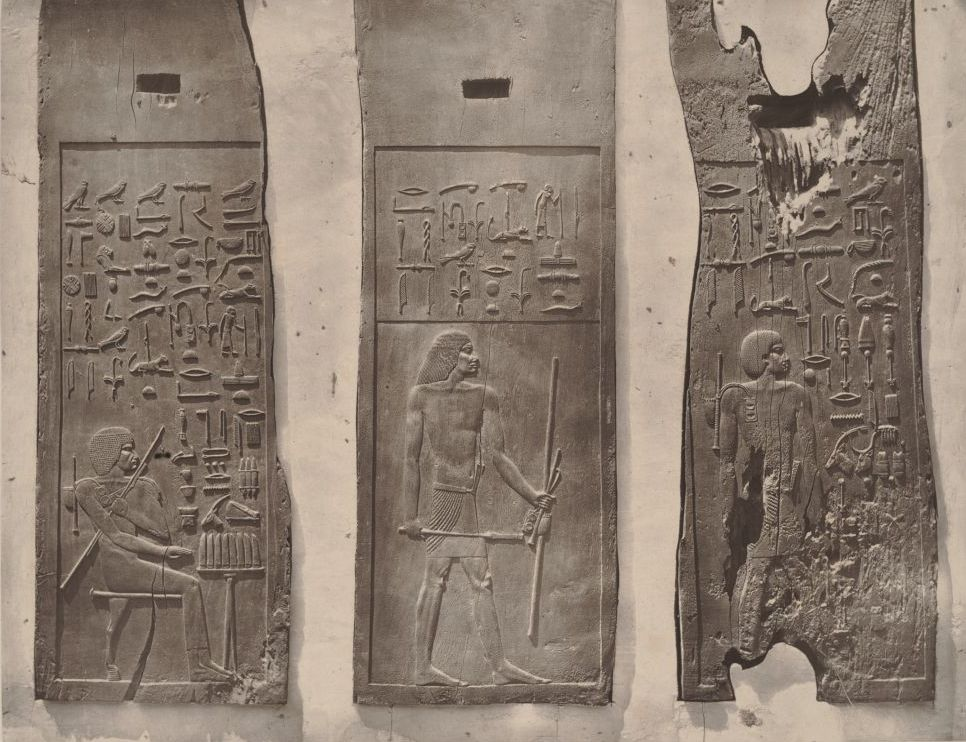
Деревянные панели из гробницы

Титул Хесира Wer-ibeh-senjw можно перевести по-разному. Ibeh переводится как «зубной ряд» и / или «слоновая кость». Senjw — множественное число понятий «стрелы», «резчики» и / или «врачи». Таким образом, Wer-ibeh-senjw можно перевести как «Один из великих резчиков по слоновой кости» или как «Один из великих зубных врачей». Исходя из первого перевода, Хесира был художником (профессия, довольно распространённая уже в ранних династических надписях); судя по второму переводу — первым человеком в египетской истории, официально носившим звание стоматолога.
В гробнице Хесира найдены панели из кедрового дерева, где он изображён в разные периоды жизни: у входа — молодой в начале своей карьеры, ближе к сердабу — мужчина средних лет на пике своей карьеры; в сердабе — старик у стола подношений. Художник даже отобразил возрастные изменения лица Хесира — от гладкого до морщинистого и дряблого.
Также внутри и вне гробницы сохранились красочные настенные росписи с использованием красок чёрного, белого, жёлтого, зелёного и красного цветов. В декорировании отмечены фигуры: ромбы, полоски и имитация зелёно-желтоватого тростникового коврика. На момент обнаружения росписи оставались в отличном состоянии, отчего исследователи решили приложить усилия, чтобы сохранить цвета. Крупные рельефы изображают повседневную жизнь, настольные игры (мехен и сенет).

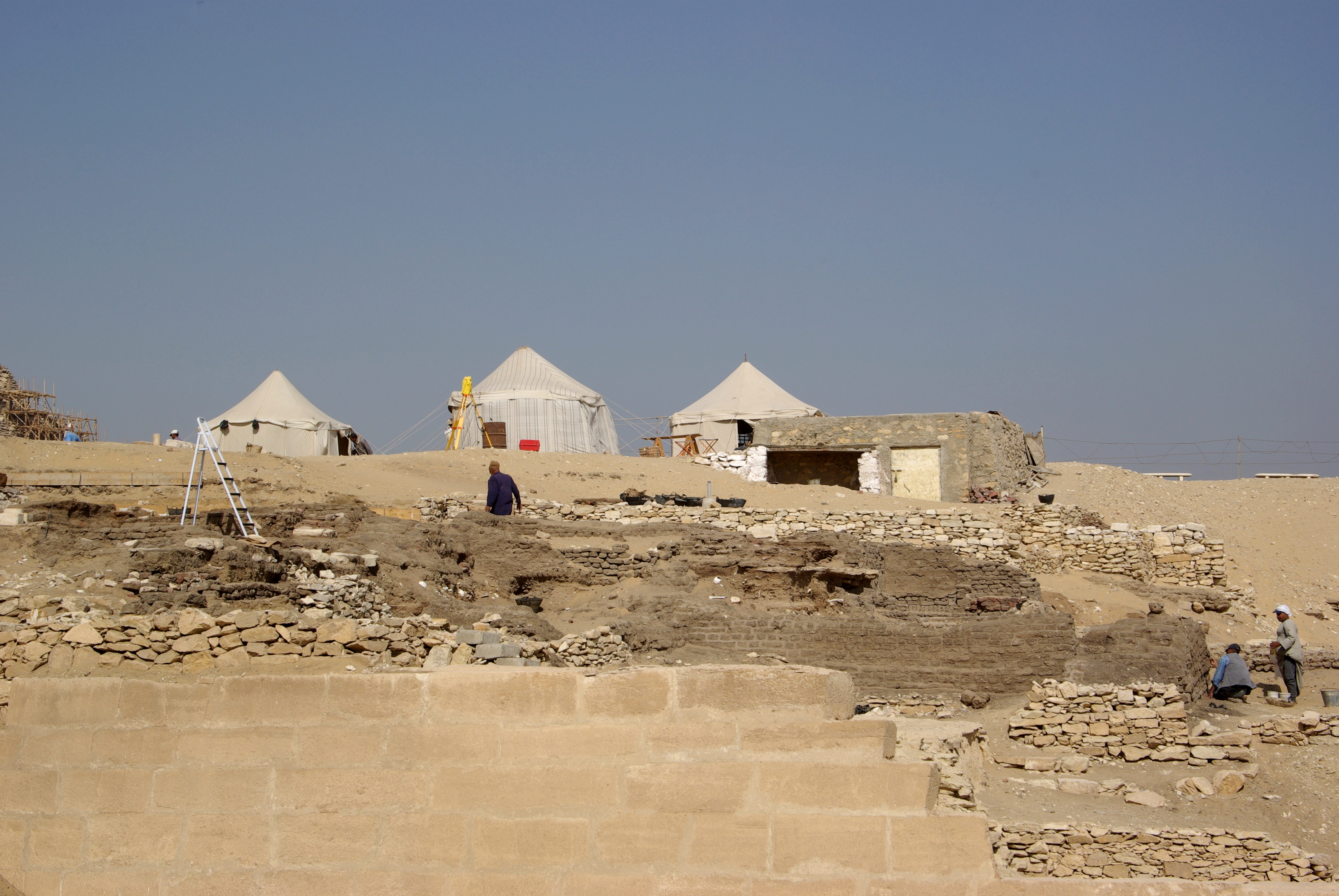
Археологические раскопки мастабы Хесира в ноябре 2010 года

Возможными современниками были Нетжерапереф, Ахетаа, Хаиаусокар, Пехернефер и Мечен, которые также занимали важные должности при Хуни и Снофру. Все их надписи в гробницах говорят, что время правления обоих фараонов отмечено процветанием, экономическим и административным благополучием.

## Гробница
Гробница Хесира — мастаба S-2405 в Саккаре открыта в 1861 году французскими археологами Огюстом Мариеттом и Жаком де Морганом. Раскопки начались в 1910 году и закончились в 1912 году, организованные и проведённые британским археологом Джеймсом Эдвардом Квибеллом. Гробница Хесира зажата между десятками других, примерно 260 м к северо-востоку от пирамидального комплекса фараона Джосера. Изначально размеры мастабы составляли 43 м длину, 22 м в ширину и 5 м в высоту. Построена она из обожжённых глиняных кирпичей. Внутренние и внешние стены некогда были гладко оштукатурены и побелены. Архитектура гробницы представляет собой длинный нишевый коридор и несколько камер с сердабами.